# 雷米·蓋拉德
雷米·蓋拉德（法語：Rémi Gaillard，1975年2月7日—），是法國YouTuber，其題材以惡作劇為主。當他失去了他於鞋店的工作，雷米便開始利用其空閒時間於公眾地方製造恶作剧。截至2012年3月13日，他於YouTube受最多订阅的幽默家排名中排第17位。
雷米自從演出一系列的恶作剧後，於法國媒體界中頗有名聲。而其恶作剧之中更包括他於2002年法国杯决赛伪装為一洛里昂足球俱樂部的足球隊隊員，並於勝利慶祝中混進足球隊中，和當時的法國總統雅各·席哈克握手，並混進足球隊合照中拍照。他也是一個熟練的足球員，並曾上載關於他足球技術的片段。
雷米曾出現於一些運動項目、遊戲節目和遊行中。

## 概念
雷米能成名全因他公然挑戰公共规范的「蛮横的」恶作劇。他恶作劇的模式包括裝扮成各種動物或角色，並將動物或角色的個性於公眾地方表演出來，或裝扮成瑪利歐駕駛跑車與一些司機賽車，以及公然挑衅警察。
雷米的口號為C'est en faisant n'importe quoi qu'on devient n'importe qui（从字面上意思為「透過做任何事，你才能成為任何人」）。

## 拍攝
雷米主要以隐藏摄影机拍攝，並有時以古怪的服飾掩饰其外貌。於一些片段中，雷米會與一班朋友一起行動。
雷米首次於1999年拍攝片段 ，該次是與一位於蒙彼利埃的朋友。而於2001年，他開設了自己的網站—nimportequi.com。
他於2002年法国杯决赛中成為声名狼藉的人，因他伪装成洛里昂足球俱樂部的足球隊隊員，與其他真實隊員一起慶祝，與法國總統雅各·席哈克握手和為球迷簽名。而最驚人的是，他完全沒有被人察覺。
他的惡名後來更加遠播，全因其片段：偽裝小精靈搗亂、偽裝瑪利歐和其足球片段。他近期作品主要為裝扮成巨大動物如豬、狗、貓、龜、蝸牛、蜂、鯊魚、袋鼠、蜘蛛、海狸、蒼蠅、猩猩、雞、企鵝、長頸鹿、兔、蝴蝶、蝙蝠和羊。
他偶尔會因犯法而闖禍，但警方從未有過他犯案的纪录。
於雷米的網站中，他上載的片段已累積逾13億的觀看次數，而他每個片段亦至少有100萬觀看次數。而有最多觀看次數的片段是他的「袋鼠」影片，總共累積逾8751萬觀看次數。

## 外部連結
- 官方网站
- 雷米的youtube用戶頁 （页面存档备份，存于）